# Gentjana Roçi
Gentjana Roçi lub Gentjana Roczi (mac. Гентјана Рочи; ur. 17 września 1994 w Strudze) – północnomacedońska piłkarka pochodzenia albańskiego. Członkini reprezentacji U-15, U-17, U-19 oraz seniorskiej.